# Le avventure e gli amori di Omar Khayyam
Le avventure e gli amori di Omar Khayyam (Omar Khayyam) è un film del 1957 diretto da William Dieterle.

## Critica
Leo Pestelli sulle pagine de La Stampa lo giudica un film che "non ha altre pretese che di polpettone in costume".